# Sonja Lattwesen
Sonja Lattwesen (* 9. August 1975 in Stadthagen) ist eine deutsche Politikerin (Bündnis 90/Die Grünen). Von 2021 bis 2025 war sie Abgeordnete der Hamburgischen Bürgerschaft.

## Leben
Lattwesen absolvierte ab 1996 ein Magister-Studium der Geschichte, Turkologie und Betriebswirtschaftslehre an der Universität Hamburg. Nach Tätigkeiten in der Hamburger Digital-Start-Up-Szene war sie ab 1998 unter anderem als Musikjournalistin beim Magazin Rock Hard, Festival-Organisatorin und Tourmanagerin im Musikbusiness beschäftigt. Sie besitzt eine eigene Plattenfirma, die Newcomer aus dem Bereich Hardcore, Heavy Metal und Punk betreut. Seit 2007 wohnt Lattwesen in Hamburg-Wilhelmsburg.

## Politik
Lattwesen ist Mitglied von Bündnis 90/Die Grünen. Sie ist seit 2011 Mitglied des Regionalausschusses Wilhelmsburg-Veddel und war von 2014 bis 2021 Mitglied in der Bezirksversammlung Hamburg-Mitte. 
Bei den Bürgerschaftswahlen in Hamburg 2011, 2015 und 2020 trat sie für die Grünen im Wahlkreis Billstedt – Wilhelmsburg – Finkenwerder an, verpasste jedoch jeweils den Einzug in die Bürgerschaft. Bei der Bundestagswahl 2021 kandidierte sie auf Platz 11 der Hamburger Landesliste der Grünen, verfehlte jedoch den Einzug in den Bundestag. Am 20. Oktober 2021 rückte sie für Till Steffen in die Bürgerschaft nach. Bei der Bürgerschaftswahl 2025 verpasste sie den Wiedereinzug in die Bürgerschaft.